# Campylopterus pampa
Campylopterus pampa е вид птица от семейство Колиброви (Trochilidae).

## Разпространение и местообитание
Видът е разпространен в Белиз, Гватемала, Хондурас и Мексико. Естествените му местообитания са влажните субтропични и тропически низини и гъсти гори. Среща се на надморска височина до 1372 метра.